# Постой (Богородська сільрада)
Постой (рос. Постой) — присілок в Варнавинському районі Нижньогородської області Російської Федерації.
Населення становить 0 осіб. Входить до складу муніципального утворення Богородська сільрада.

## Історія
Від 2009 року входить до складу муніципального утворення Богородська сільрада.

## Населення
| 1999 | 2002 | 2010 |
| ---- | ---- | ---- |
| 10   | ↘2   | ↘0   |